# Lee Childs
Lee Childs (* 11. Juni 1982 in Yeovil, England) ist ein ehemaliger britischer Tennisspieler aus England.

## Karriere
Childs spielte bis 2000 auf der ITF Junior Tour. Sein bestes Ergebnis bei Grand-Slam-Turnieren war im Einzel das Achtelfinale in Wimbledon. Im Einzel kam er bis Platz 24 der Junior-Rangliste. Im Doppel zog er 1999 ins Halbfinale der French Open ein. 2000 erreichte er auch in Wimbledon das Halbfinale. Seine Karriere als Junior beendete er mit dem Titel bei den US Open an der Seite von James Nelson. Nach dem Turnier sprang er an die Spitze der Junior-Doppelrangliste.
Bei den Profis spielte Childs erste Turniere 1999, zumeist auf der drittklassigen ITF Future Tour. Durch eine Wildcard kam er im Doppel zu seinem Debüt auf der Grand-Slam-Ebene. Mit Simon Dickson zusammen unterlagen sie den Brüdern Bob und Mike Bryan in Wimbledon. Im Jahr 2000 gewann er auf der Future Tour im Einzel und Doppel einen Titel. Besonders im Einzel konnte er sich positiv hervortun und zwei weitere Finals erreichen. Auf der ATP Tour kam er in Brighton zu seinem ersten Einsatz und überraschte in der ersten Runde Sargis Sargsian, die Nummer 92 der Welt, bevor er gegen Ivan Ljubičić unterlag. Sein erstes Profijahr beendete er auf Platz 377 im Einzel. Im Jahr 2001, das er nunmehr bei den Profis spielte. gewann er auf der ATP Challenger Tour nur zwei Matches bei zehn Turnieren und auch auf der World Tour verlor er dreimal in der ersten Runde – darunter auch in Wimbledon gegen Nicolás Massú. Im Doppel zog er in sein erstes Challenger-Finale ein, das er in Bolton verlor. Im April debütierte er siegreich für die britische Davis-Cup-Mannschaft in der Begegnung gegen Portugal im Davis Cup. Es blieb sein einziger Auftritt. 2000 und 2001 wurde er englischer Meister im Tennis, beim ersten Mal war er der jüngste Spieler, dem dies gelang.
Einziger Höhepunkt der Saison 2002 für Childs war das Halbfinale von Manchester. Es war das erste Mal, dass er so weit bei einem Challenger vorstieß. In der Erstrundenbegegnung von Wimbledon im Jahr 2003 stand er dem Russen Nikolai Dawydenko gegenüber, der gesetzt war und den Childs in fünf Sätzen besiegte. In der anschließenden zweiten Runde unterlag er dem 17-jährigen Rafael Nadal. Im September des Jahres stand er in Tumkur in seinem einzigen Challenger-Endspiel, das er gegen Philipp Kohlschreiber verlor. Das Jahr schloss er auf Rang 309 ab, so hoch wie kein anderes Jahr seiner Karriere. Im Juni 2004 kletterte er bis Rang 251, sein Karrierehoch. Zwei Challenger-Viertelfinals erreichte er in diesem Jahr noch. Über die nächsten Jahre hielt er sich im Einzel stets in den Top 500, kam bei Challengers selten über die ersten Runde hinaus. Sein bestes Doppelranking erreichte er 2005 mit Platz 344. 2007 gewann er sein zweites und letztes Future-Turnier; im Doppel gewann er von 2006 einen und 2007 drei Futures. In seinem letzten Profijahr gelang ihm noch einmal die erfolgreiche Qualifikation zu Wimbledon. Zuvor hatte er stets nur durch Wildcards einen Platz im Hauptfeld bekommen. Er unterlag wie schon zuvor in der ersten Runde. Insgesamt gewann er nur bei 2 von 13 Teilnahmen an Wimbledon ein Match. Neben dem Einzel 2003 zog er mit Elena Baltacha ins Achtelfinale des Mixed-Doppel 2002 ein. Nach der Saison 2007 beendete Childs seine aktive Karriere und wurde Tennistrainer.